# Listă de regizori britanici
Aceasta este o listă de regizori de film britanici:

Cuprins: Început - 0–9 A B C D E F G H I J K L M N O P Q R S T U V W X Y Z

## A
- Babar Ahmed
- Lewis Allen
- Lindsay Anderson
- Michael Anderson
- Michael Apted
- Andrea Arnold
- Amma Asante
- Anthony Asquith
- Richard Attenborough
- Paul WS Anderson

## B
- Geoffrey Barkas
- Daniel Birt
- Farren Blackburn
- Keith Boak
- Varon Bonicos
- John Boorman
- John Boulting
- Danny Boyle
- Jean-Claude Bragard
- Kenneth Branagh
- Adrian Brunel
- Paul Bryers
- Jobair Babu

## C
- Danny Cannon
- Ben Caron
- Henry Cass
- Peter Cattaneo
- Charlie Chaplin
- Alan Clarke
- Jack Clayton
- Alex Cox
- Charles Crichton
- Richard Curtis
- Alex Chandon

## D
- Stephen Daldry
- Desmond Davis
- Terence Davies
- Basil Dean
- Basil Dearden
- Clive Donner

## E
- Cy Endfield

## F
- Bill Forsyth
- Stephen Frears
- Charles Frend

## G
- Jonathan Glazer

## H
- Robert Hamer
- Guy Hamilton
- John Harlow
- Will Hay
- Mark Herman
- David Hewlett (de origine canadiană)
- Alfred Hitchcock
- Mike Hodges
- Tom Hooper
- Hugh Hudson
- Nicholas Hytner

## I
- John Irvin

## J
- Derek Jarman
- Julian Jarrold
- Garth Jennings
- Terry Jones

## K
- Beeban Kidron
- Anthony Kimmins
- Bernard Knowles
- Alexander Korda
- Zoltan Korda
- Stanley Kubrick (de origine americană)

## L
- Simon Langton
- Frank Launder
- David Lean
- Mike Leigh
- David Leland
- Richard Lester
- Phyllida Lloyd
- Ken Loach
- Adrian Lyne
- Jonathan Lynn

## M
- John Madden
- James Marsh
- Neil Marshall
- Jake Mason
- Steve McQueen
- Shane Meadows
- Sam Mendes
- Anthony Minghella
- Martin McDonagh

## N
- Ronald Neame
- Mike Newell
- Christopher Nolan

## O
- George More O'Ferrall

## P
- Nick Park
- Alan Parker
- Sally Potter
- Michael Powell
- Emeric Pressburger

## R
- Lynne Ramsay
- Carol Reed
- Karel Reisz
- Tony Richardson
- Guy Ritchie
- Bruce Robinson
- Nicolas Roeg
- Bernard Rose
- Ken Russell

## S
- Geoffrey Sax
- John Schlesinger
- Stefan Schwartz
- Ridley Scott
- Tony Scott
- Christopher Smith
- Roger Spottiswoode
- Rob Sorrenti
- Paul L. Stein
- Robert Stevenson
- Syed Jobair Ahmed

## T
- Amanda Tapping (de origine canadiană)
- Gerald Thomas
- Ralph Thomas
- J. Lee Thompson

## U
- Peter Ustinov

## V
- Biju Viswanath
- Matthew Vaughn

## W
- Peter Watkins
- Kanchi Wichmann
- Michael Winner
- Arthur B. Woods
- Edgar Wright
- Joe Wright
- Michael Winterbottom
- Simon West

## Y
- David Yates
- Peter Yates

## Listă de regizori scoțieni
- Donald Cammell
- Michael Caton-Jones
- Bill Forsyth
- Frank Lloyd
- Gillies MacKinnon
- Paul McGuigan
- David Mackenzie
- Lynne Ramsay
- May Miles Thomas
- Kevin Macdonald
- Bill Douglas
- John McPhail

## Legături externe
- Directors Guild of Great Britain website
- British Academy of Film and Television Arts
- Brit Movie Archive
- 100 Years of British Film Arhivat în 15 decembrie 2018, la Wayback Machine.
- Lions of British Cinema --Focus on Directors Arhivat în 18 martie 2007, la Wayback Machine.
- British Film Institute
- Britmovie|Home of British Films Arhivat în 19 februarie 2012, la Wayback Machine.